# お姉さんの朝帰り
『お姉さんの朝帰り』（おねえさんのあさがえり）は、1994年1月11日から2月8日まで、テレビ朝日系列『火曜ドラマリーグ』枠で放送された朝日放送（ABCテレビ）制作のテレビドラマである。本項では、同年5月24日から6月28日に『火曜ドラマ』枠で放送された続編『お姉さんの朝帰り2』についても記述する。両作とも放送時間は毎週火曜20:00 - 20:54(JST) 。
企画段階での仮タイトルには『頑張れ!ドジ姉ちゃん』が挙げられていた。

## 『お姉さんの朝帰り』

### キャスト
- 秋田奈々子：水野真紀

帝都スポーツ新聞のアルバイト。
- 杉田実：梨本謙次郎

帝都スポーツ記者。
- 高山心平：高嶋政伸

奈々子の幼なじみ。
- 薬師寺葵：仁藤優子

帝都スポーツ記者。奈々子の同級生。
- 信田美紀子：加賀まりこ

帝都スポーツ副編集長。
- 田之倉正幸：長塚京三

帝都スポーツ整理部長。
- 上原かなめ：松金よね子

帝都スポーツの社員食堂のおばさん。
- 春山圭一郎：宝田明

帝都スポーツ編集長。
- デーブ・スペクター：デーブ・スペクター

帝都スポーツ外国記事担当記者。
- 石井光三
- 梨元勝
- 山崎裕太：パン屋の息子
- 志茂田景樹
- 赤座美代子：心平の母
- 今村恵子

### スタッフ
- 脚本：長谷川康夫、江頭美智留、飯田健三郎、友澤晃
- 演出：大井利夫、今関あきよし
- プロデューサー：石坂久美雄、水木琇康
- 音楽：小林裕

### 主題歌
- オープニング - 「抱きしめたい」REV（「火曜ドラマリーグ」統一主題歌、この主題歌のみパブリック・イメージ所属歌手の曲ではない）

作詞・作曲：出口雅之　編曲：葉山たけし
- エンディング - 「君の瞳の中から」ZNX

作詞：妹尾研祐　作曲：松尾宗仁　編曲：松尾宗仁・佐藤宣彦
- 挿入歌 - 「そばにいて」Cublic

作詞：Cublic　作曲：酒井治　編曲：神長弘一・前野知常・Cublic

### サブタイトル
| 各話  | 放送日        | サブタイトル     |
| ----- | ------------- | ---------------- |
| 第1話 | 1994年1月11日 | 目指せ！マスコミ |
| 第2話 | 1994年1月18日 | 芸能界の裏を見た |
| 第3話 | 1994年1月25日 | 冗談じゃないヨ！ |
| 第4話 | 1994年2月1日  | やった大スクープ |
| 第5話 | 1994年2月8日  | 負けてたまるか！ |

| 朝日放送制作・テレビ朝日系 火曜ドラマリーグ      | 朝日放送制作・テレビ朝日系 火曜ドラマリーグ | 朝日放送制作・テレビ朝日系 火曜ドラマリーグ      |
| 前番組                                           | 番組名                                      | 次番組                                           |
| ------------------------------------------------ | ------------------------------------------- | ------------------------------------------------ |
| 真夜中を駆けぬける （1993年11月16日 - 12月21日） | お姉さんの朝帰り （1994年1月11日 - 2月8日） | 湯けむり女子大生騒動 （1994年2月15日 - 3月15日） |

## 『お姉さんの朝帰り2』

### キャスト
- 秋田奈々子：水野真紀
- 杉田実：梨本謙次郎
- 高山心平：高嶋政伸
- 薬師寺葵：仁藤優子
- 信田美紀子：加賀まりこ
- 田之倉正幸：長塚京三
- 春山圭一郎：宝田明
- 中里博美
- 山崎裕太
- 菅野美穂
- 朝加真由美

### スタッフ
- 脚本：友澤晃、江頭美智留
- 演出：大井利夫

### 主題歌
- オープニング - 「あきらめられない夢に」田村直美

作詞：田村直美　作曲：田村直美・石川寛門　編曲：月光恵亮・鷹羽仁
- エンディング - 「サヨナラに接吻を」ZNX

作詞：妹尾研祐　作曲：松尾宗仁　編曲：松尾宗仁・佐藤宣彦

### サブタイトル
| 各話  | 放送日        | サブタイトル     |
| ----- | ------------- | ---------------- |
| 第1話 | 1994年5月24日 | エ？私がリストラ |
| 第2話 | 1994年5月31日 | セーラー服で泣面 |
| 第3話 | 1994年6月7日  | ダイエット騒動！ |
| 第4話 | 1994年6月14日 | 女子プロレス入門 |
| 第5話 | 1994年6月21日 | 温泉芸者で特ダネ |

## ネット局
第1作・第2作共通
| 放送対象地域  | 放送局           | 系列           | 備考                      |
| ------------- | ---------------- | -------------- | ------------------------- |
| 近畿広域圏    | 朝日放送         | テレビ朝日系列 | 制作局 現・朝日放送テレビ |
| 関東広域圏    | テレビ朝日       | テレビ朝日系列 |                           |
| 北海道        | 北海道テレビ     | テレビ朝日系列 |                           |
| 青森県        | 青森朝日放送     | テレビ朝日系列 |                           |
| 宮城県        | 東日本放送       | テレビ朝日系列 |                           |
| 秋田県        | 秋田朝日放送     | テレビ朝日系列 |                           |
| 山形県        | 山形テレビ       | テレビ朝日系列 |                           |
| 福島県        | 福島放送         | テレビ朝日系列 |                           |
| 新潟県        | 新潟テレビ21     | テレビ朝日系列 |                           |
| 長野県        | 長野朝日放送     | テレビ朝日系列 |                           |
| 静岡県        | 静岡朝日テレビ   | テレビ朝日系列 |                           |
| 石川県        | 北陸朝日放送     | テレビ朝日系列 |                           |
| 中京広域圏    | 名古屋テレビ     | テレビ朝日系列 |                           |
| 広島県        | 広島ホームテレビ | テレビ朝日系列 |                           |
| 山口県        | 山口朝日放送     | テレビ朝日系列 |                           |
| 香川県 岡山県 | 瀬戸内海放送     | テレビ朝日系列 |                           |
| 福岡県        | 九州朝日放送     | テレビ朝日系列 |                           |
| 長崎県        | 長崎文化放送     | テレビ朝日系列 |                           |
| 熊本県        | 熊本朝日放送     | テレビ朝日系列 |                           |
| 大分県        | 大分朝日放送     | テレビ朝日系列 |                           |
| 鹿児島県      | 鹿児島放送       | テレビ朝日系列 |                           |

| 朝日放送制作・テレビ朝日系 火曜ドラマ        | 朝日放送制作・テレビ朝日系 火曜ドラマ         | 朝日放送制作・テレビ朝日系 火曜ドラマ     |
| 前番組                                       | 番組名                                        | 次番組                                    |
| -------------------------------------------- | --------------------------------------------- | ----------------------------------------- |
| お父さんは心配症 （1994年4月12日 - 5月17日） | お姉さんの朝帰り2 （1994年5月24日 - 6月28日） | 先生はワガママ （1994年7月5日 - 8月30日） |